# Храпко Євген Вікторович
Євге́н Ві́кторович Храпко́ (19 вересня 1984, Миколаїв, Українська РСР, СРСР — 11 червня 2022, Українка, Вовчанський район, Харківська область, Україна) — український військовик, бойовий медик, інструктор з тактичної медицини і Європейської ради ресусцитації, один із засновників військово-облікової спеціальності «бойовий медик» в Збройних силах України.  

## Життєпис
Народився 19 вересня 1984 року у Миколаєві. Навчався в Національному університеті кораблебудування імені адмірала Макарова, який закінчив у 2006 році. За освітою інженер-програміст, певний час працював за спеціальністю «програмне забезпечення автоматизованих систем».

### Війна на сході України
З початком війни на сході України у 2014 році активно вивчав тактичну медицину у Харкові. Добровільно пішов служити бойовим медиком у зону проведення антитерористичної операції, де евакуйовував бійців і цивільних людей у складних бойових умовах. 
У 2015 році навчався на спеціалізованих курсах з тактичної медицини в Литві. У 2016 році підписав трирічний контракт зі Збройними силами України, а у 2017 році долучився до створення 205-го спеціалізованого навчального центру тактичної медицини Сухопутних військ. Був призначений командиром навчального взводу, виконувачем обов'язків заступника командира військової частини — начальника відділу планування та організації навчального процесу.
Паралельно очолив розробку навчальної програми для нової спеціальності «бойовий медик» в ЗСУ, фактично заснувавши її. Завдяки Храпку в Україні з'явилася військово-облікова спеціальність «бойовий медик» та штатні посади для медичного персоналу без медичної освіти.
Випускник програм підготовки «Combat Medic 68W», «Army Basic Instructor Course», закінчив курси лідерства від Збройних сил США для молодших офіцерів медичної служби, де був єдиним представником рядового складу.
У 2019 році представив один із найкращих бізнес-планів своєї ідеї адаптування досвіду тактичної медицини у цивільне життя на Програмі з підприємницької діяльності для ветеранів АТО і ООС у Харкові.
У 2021 році став членом команди професійної медичної організації — долучився до команди сертифікованих інструкторів Європейської ради реанімації, проводив курси з базових реанімаційних навичок, професійні реанімаційні курси для лікарів та молодшого медичного персоналу.
З дружиною Тетяною мешкав у Харкові, разом виховували сина Тетяни від першого шлюбу. Офіційно був не одружений, своїх дітей не мав. Працював інженером симуляційного центру медичного факультету Харківського національного університету імені Василя Каразіна.

### Повномасштабне вторгнення Росії в Україну
25 лютого 2022 року повернувся зі службового відрядження до Харкова і відразу пішов до військкомату. Обіймав посади інструктора, бойового медика, від 3 березня 2022 — бойовий медик 92-ї окремої механізованої бригади імені кошового отамана Івана Сірка. За три з половиною місяці на передовій після повномасштабного вторгнення Росії в Україну здійснив понад 100 виїздів на евакуацію.
Мав позивний Bialy, що у перекладі з польської мови означає «Білий», оскільки любив польську військову реконструкцію, але для зручності змінив його на White. В близькому оточенні мав прізвисько «Шестиокий», оскільки носив тактичні окуляри поверх звичайних.

### Загибель
Загинув вранці 11 червня 2022 року поблизу села Українка неподалік селища Старий Салтів в Харківській області, коли його автомобіль наїхав на міну під час евакуації поранених бійців з передової. Похований на Алеї Слави у Харкові 14 червня 2022 року.

## Нагороди
- Орден «За мужність» ІІІ ступеня (посмертно, 23 листопада 2022) — за особисту мужність і самовіддані дії, виявлені у захисті державного суверенітету та територіальної цілісності України, вірність військовій присязі[13].
- Звання «Герой України» з удостоєнням ордена «Золота Зірка» (посмертно, 8 липня 2023) — за особисту мужність і героїзм, виявлені у захисті державного суверенітету та територіальної цілісності України, самовіддане служіння Українському народові[14].

## Увічнення пам'яті
- 22 листопада 2023 року рішенням позачергової сесії Харківської міської ради вулицю Адигейську перейменовано на вулицю Євгена Храпка[15].
- У червні 2024 року у Львові за ініціативою ВГО «Всеукраїнська рада реанімації (ресусцитації) та екстреної медичної допомоги» пройшов онлайн забіг імені Євгена Храпка. Забіг пройшов з метою вшанування пам'яті всіх полеглих бойових медиків, які надавали допомогу в складних умовах, а також збору коштів на підтримку навчань з тактичної медицини для військовослужбовців ЗСУ[16][17].
- 26 липня 2024 року розпорядженням голови Миколаївської обласної державної адміністрації Віталія Кіма відповідно до Закону України «Про засудження та заборону пропаганди російської імперської політики в Україні і деколонізацію топонімії» вулицю Першотравневу перейменовано на вулицю Євгена Храпка[18][19].